# Arthur Andrew Hamilton
Arthur Andrew Hamilton ( * 1855 - 1929 ) fue un botánico, explorador, y curador australiano .
Realizó extensas recolecciones en regiones de NSW, Tablelands, Costas Centrales, Costas del Norte, Costas del Sur, Queenland; haciéndolo acompañado por A.H.S.Lucas (1853-1936); con 581 acceciones.

## Algunas publicaciones
- 1920. Topographical, Ecological and Taxonomic Notes on the Ocean Shoreline. Vegetatio of the Port Jackson District. J. of Proc. Roy. Soc. of N.S. Wales 51 : 287-355. author continues his series of valuable notes on New Zealand Floristic Botany

- La abreviatura «A.A.Ham.» se emplea para indicar a Arthur Andrew Hamilton como autoridad en la descripción y clasificación científica de los vegetales.[2]